# Dansk Hanggliding og Paragliding Union
Dansk Hanggliding & Paragliding Union (DHPU) er et specialforbund under Danmarks Idrætsforbund (DIF). Cirka 12 klubber med i alt 500 medlemmer er tilknyttet unionen. 10% af medlemmerne flyver hangglider (dragefly) og 90% flyver paraglider (glideskærm).
DHPU er godkendt af Trafikstyrelsen til at uddanne piloter på hangglider (dragefly) og paraglider (glideskærm). DHPU har som den eneste organisation i Danmark rettighed til at kunne udstede certifikater og føre kontrol med uddannelsen af nye piloter. Derudover sørger DHPU for at levere den fornødne infrastruktur i forbindelse med flyvning med hangglider og paraglider i Danmark. 
DHPU blev i 1984 optaget som medlem i Danmarks Idrætsforbund (DIF). Gennem Danmarks Idrætsforbund modtager unionen en del af tipsmidlerne, der i dag er unionens primære indkomst til brug for støtte til fremme af hanggliding og paragliding i Danmark. 
Dansk Hanggliding & Paragliding Union er ligeledes medlem af Kongelig Dansk Aeroklub (KDA), der er Danmarks luftsportsforbund. I alt har KDA mere end 8.000 medlemmer. DHPU's centrale administration og sekretariat har til huse i Idrættens Hus i Brøndby.

## Relevante artikler
- Hanggliding
- Paragliding